# Campbell Ridges
Campbell Ridges är en bergstopp i Antarktis. Den ligger i Västantarktis. Argentina, Chile och Storbritannien gör anspråk på området. Toppen på Campbell Ridges är 792 meter över havet.
Terrängen runt Campbell Ridges är kuperad västerut, men österut är den platt. Trakten är obefolkad. Det finns inga samhällen i närheten.